# Galantide

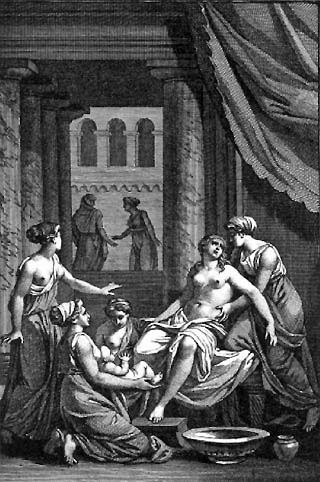
La nascita di Eracle

Galantide (greco Γαλινθιάς, latino Galanthis) è la figlia del tebano Proteo ed è amica o ancella di Alcmena. Si ritrova Galantide nel mito della nascita di Alcide, che verrà in seguito chiamato Eracle. Alcmena, ormai giunta in prossimità del parto del figlio di Zeus, era ostacolata da Era, che aveva inviato la figlia Ilizia e le Moire per impedire ad Alcmena di partorire. Galantide inganna con astuzia Ilizia e Moire dicendo che il parto era già avvenuto nonostante il loro restare a gambe incrociate per impedire la nascita del bambino. Le quattro, stupite che il sortilegio non avesse funzionato, entrarono nella stanza di Alcmena, dove scoprirono che erano state truffate da Galantide. 
Era, irata dalla nascita del figlio di Zeus e dall'imbroglio di Galantide, tramutò quest'ultima in donnola condannandola a partorire i figli dalla bocca.